# Teddiedrum
 Teddiedrum is een Belgische electroband die werd opgericht door Jason Dousselaere en Dijf Sanders van The Violent Husbands.
De debuutsingle Odd Lovers werd een radiohit, maar werd niet opgenomen op de debuut EP European weekend.. Teddiedrum speelde onder meer op Pukkelpop, Dour Festival en Suikerrock.

## Discografie
- European weekend (EP - 2012)
- Odd Lovers/Miami (Single - 2012)